# Nilmar Honorato da Silva
Nilmar Honorato da Silva (Bandeirantes, Estat de Paranà, Brasil, 14 de juliol de 1984) és un exfutbolista brasiler. Jugava de davanter.

## Palmarés

### Campionats nacionals
| Títol                        | Club             | País   | Any  |
| ---------------------------- | ---------------- | ------ | ---- |
| Campionat gaúcho             | Internacional    | Brasil | 2003 |
| Campionat gaúcho             | Internacional    | Brasil | 2004 |
| Supercopa francesa de futbol | Olympique de Lió | França | 2005 |
| Ligue 1                      | Olympique de Lió | França | 2005 |
| Lliga brasilera de futbol    | Corinthians      | Brasil | 2005 |
| Campionat gaúcho             | Internacional    | Brasil | 2008 |
| Campionat gaúcho             | Internacional    | Brasil | 2009 |

### Copes internacionals
| Títol                              | Equip (*)       | País                | Any  |
| ---------------------------------- | --------------- | ------------------- | ---- |
| Campionat del Món de Futbol sub-20 | Selecció Brasil | Emirats Àrabs Units | 2003 |
| Copa Sudamericana                  | Internacional   | Brasil              | 2008 |
| Copa FIFA Confederacions           | Selecció Brasil | Sud-àfrica          | 2009 |

(*) Incloent la selecció

### Distincions Individuals
| Distinció                         | Any  |
| --------------------------------- | ---- |
| Golejador del Campionat Paulista  | 2006 |
| Golejador de la Copa Sudamericana | 2008 |